# ハグルマカシパン
ハグルマカシパン (学名：Rotula deciesdigitatus) は、ウニの一種。別名ハグルマスカシカシパンとも呼ばれる。

## 概要
西アフリカの海岸に分布する。後方が深く切れ込んだ、ほぼ円形で扁平な殻をもつ。種小名のdeciesdigitatusは「十本指」の意。